# 博亞卡港
博亞卡港（西班牙語：Puerto Boyacá）是哥倫比亞的城鎮，位於該國中部，由博亞卡省負責管轄，距離首府通哈80公里，面積208.54平方公里，海拔高度2,569米，每年平均降雨量871毫米，2005年人口49,912。

## 外部連結
- Puerto Boyaca Municipality official Site (Spanish)

6°00′N 74°25′W / 6.000°N 74.417°W